# Генрих (герцог Австрии)
Генрих Благоразумный (Дружелюбный) (нем. Heinrich der Sanftmütige (der Freundliche); 15 мая 1299 — 3 февраля 1327) — герцог Австрии и Штирии (совместно с братьями). Сын короля Альбрехта I Габсбурга и его жены Елизаветы Каринтийской.

## Биография
С 1308 года, после смерти отца и старшего брата — Рудольфа III, — герцог Австрии и Штирии вместе с четырьмя братьями (Фридрих I, Леопольд I, Альбрехт II, Оттон).
В 1314 году (брачный контракт от 24 сентября) женился на графине Елизавете фон Фирнебург, дочери Роберта II, графа фон Фирнебург. Их брак был бездетным.
В 1322 году в битве при Мюльдорфе попал в плен вместе с братом Фридрихом — претендентом на королевский трон. Несколько лет провёл в заключении в чешском замке Бюрглитц. Выпущен за выкуп в 3000 дукатов и отказ от прав на Знайм, Кастелл, Лаа и Вайтру.
Сильно болел и 3 февраля 1327 года умер.